# スティーブ・ベックラー
スティーブン・スコット・ベックラー（Steven Scott Bechler、1979年11月18日 - 2003年2月17日）は、アメリカ合衆国・オレゴン州メドフォード出身のメジャーリーグベースボール（MLB）の投手。ボルチモア・オリオールズに所属した。
サウス・メドフォード高校卒業後、1998年のMLBドラフトでオリオールズに3巡目に指名。マイナーリーグで5シーズンを過ごした後、2002年にオリオールズでメジャーリーグデビューを果たしたが、2003年のスプリングトレーニングに参加する為のコンディショニング調整中に熱射病で死去した。
メジャーでの通算成績は3試合登板、4回2/3を投げて0勝0敗0セーブ、防御率13.50、3被本塁打、3奪三振、4四球だった。

## 幼少期
スティーブ・ベックラーは1979年11月18日オレゴン州メドフォードでエルネストとパトリシア・ベックラー夫妻の間に生まれた。スティーブンの他に3人の兄弟がいた。
7歳の時に野球を始めた 。その後、メドフォード・アメリカン・リトルリーグ、ベーブルース・リーグ、そしてアメリカン・レギオン野球大会に出場した 。中でも1997年のアメリカン・レギオン・ワールドシリーズチャンピオンのメンバーとなった 。

## 高校時代
ベックラーはメドフォードのサウス・メドフォード高校に通った。彼は1998年に卒業し 、学校の野球チームでプレーしていた彼は、4年生のときにオール・オレゴンのサード・チームに選出された 。
1998年のMLBドラフト前にベースボール・アメリカ誌は、ベックラーを「オレゴン州の高校生のトッププロスペクト」と評価した 。

## プロ入り以降
1998年のMLBドラフトでボルチモア・オリオールズは、3巡目、全体99位でベックラーを指名した 。その後オリオールズと契約し、257,000ドルの契約金を受け取った。
尚、同じ3巡目、全体83位でテキサス・レンジャースはバリー・ジトを指名したが入団しなかった。
同じく3巡目、全体95位でシアトル・マリナーズは2016年に埼玉西武ライオンズに在籍することとなるアンディ・バンヘッケンを指名し、入団している。
その年、ベックラーはルーキー級ガルフ・コーストリーグのガルフコースト・オリオールズでプロデビューを果たした 。
1999年にクラスAサウス・アトランティックリーグのデルマーバ・ショアバードに、2000年にクラスA-アドバンスドのカロライナリーグのフレデリック・キーズへと昇格した 。
2001年もフレデリックに在籍し、カロライナリーグ・オールスターに選ばれた。しかし、クラスAAAインターナショナルリーグのロチェスター・レッドウイングスに昇格したため、オールスターゲームには出場しなかった。  しかし、ロチェスターでは2試合に先発し、1勝1敗ながら7回1／3を投げて被安打14、5四死球、防御率15.95と打ち込まれた為、クラスAAイースタンリーグのボウイ・ベイソックスに降格され、残りのシーズンを過ごした。
2001年のシーズン後、オリオールズはベックラーをアリゾナ・フォールリーグのメアリーベール・サグアロスに割り当てた 。オリオールズは、ベックラーをルール5ドラフトの対象から外すために40人ロースターに追加した 。
2002年はボウイとロチェスターに在籍した。彼はボウイで2勝1敗、防御率3.42、ロチェスターでは6勝11敗、防御率4.09 を記録した。
マイナーリーグのシーズン終了後にオリオールズはベックラーをメジャーリーグに昇格させた 。3試合に出場し、4+2⁄3イニングを投げ、6被安打、4四球、3被本塁打、3奪三振を記録した 。尚、このシーズンはハムストリングの故障に苦しんだ 。

## 私生活
2002年10月22日、ベックラーはオレゴン州セントラルポイントのコミュニティ・バイブル・チャーチでカイリー・メイ・ニクソンと結婚した 。ベックラーが死去した時に妻は妊娠しており、  2003年4月に娘が生まれ、ヘイリーと名付けられた 。

## 死
2003年2月16日フロリダ州フォートローダーデールでのスプリングトレーニングに向けての事前トレーニングに参加しているときにベックラーは倒れた。近くの病院に運ばれ、翌日亡くなった 。尚、倒れた時の体温は108 °F (42 °C)に達していた  。
フォートローダーデールのあるブロワード郡の監察医を務める毒物学者のジョシュア・パーパー博士が行った検死解剖では、ベックラーの死は「肝機能異常と軽度の高血圧」と「体重の問題」（この時の体重は104キロであり、倒れた際は激しい運動をしていた）が原因であると結論付けた 。
更に彼が南フロリダの暖かい天候と、チームドクターの忠告を無視して減量用サプリメントとして服用したエフェドラの毒性に慣れていなかったという事実も重なったと考えられている  。これに加えて体重を減らすために2日間は何も食べていなかった  と推測されている。
この当時、エフェドラは国際オリンピック委員会 (IOC) 、全米大学体育協会 (NCAA) 、およびNFLによって禁止物質に指定されていたが、MLBでは禁止物質に指定されていなかった。MLBコミッショナーのバド・セリグは、ベックラーの死をきっかけにエフェドリンの禁止を求めた。これを受けて多くのチームがチームクラブハウスでのエフェドラの使用を禁止した 。 
更にアメリカ食品医薬品局 (FDA) は、これまでエフェドラの使用の規制には消極的だったが、規制する取り組みを再開した。アメリカ合衆国議会はエフェドラの禁止に対する反対意見を却下し、ベックラーの両親は議会で証言した 。 最終的にFDAは12月30日にエフェドラを使った商品の販売を禁止する決定を発表した 。
ベックラーは死後火葬された。死後6か月の記念日に、カイリーがオリオールズの本拠地のオリオール・パーク・アット・カムデン・ヤーズのピッチャーマウンドに散骨した 。彼女はサプリメントの製造業者であるNutraquest社に対して600万ドルの損害賠償を求めて訴訟を起こした 。この訴訟は同社が合衆国法典連邦倒産法第11章に基づいて倒産を申告した2003年10月に一時停止された 。
スティーブ・ベックラー奨学基金がスティーブの死後、彼の両親によって設立された。この基金は、サウスメドフォード高校の卒業生の大学進学の援助を目的としており、サウスメドフォードの企業からの寄付で賄われている 。

## 参照
- 現役中に亡くなったプロ野球選手の一覧